# Ferschnitz
Ferschnitz é um município da Áustria localizado no distrito de Amstetten, no estado de Baixa Áustria.

## Geografia
Ferschnitz ocupa uma área de 15,54 km².17,78% da superfície são arborizados.

## População
Tinha 1.615 habitantes no fim de 2005.

## Política
O burgomestre é Johann Berger.

### Conselho Municipial
- ÖVP 15
- SPÖ 4